# Marta Rocafort y Altuzarra
Marta Esther Rocafort y Altuzarra, más tarde unió sus apellidos con guion quedando Rocafort-Altuzarra (La Habana, 18 de septiembre de 1913 - Miami, Florida, 4 de febrero de 1993) fue la segunda esposa de Alfonso de Borbón y Battenberg, conde de Covadonga (quien había sido príncipe de Asturias).

## Familia
Marta Rocafort, de profesión modelo, fue la hija mayor de Blas Manuel Rocafort y González, un reconocido dentista cubano y de su esposa, Rogelia Altuzarra y Carbonell, familiares del actor Nestor Carbonell. Sus hermanos fueron Elvira y Blas Rocafort y Altuzarra, los cuales más tarde, al igual que su hermana, interpusieron el guion entre sus apellidos quedando Rocafort-Altuzarra. El prestigioso modisto español Juan José Rocafort Huete —Juanjo Rocafort— es sobrino de Marta.

## Matrimonios
Marta Rocafort comenzó a frecuentar a Alfonso de Borbón y Battenberg en la ciudad de Nueva York, antes que este terminase su primer matrimonio con Edelmira Sampedro y Robato.
El 3 de julio de 1937, en plena guerra civil española, el conde de Covadonga se casó con Marta Esther Rocafort y Altuzarra en una lujosa boda celebrada en La Habana, Cuba, acompañados por el presidente de Cuba, Federico Laredo Bru. Dos meses después la pareja se separó, y el 8 de enero de 1938 se divorciaron en Nueva York.
Aunque ella fue esposa del conde de Covadonga, en ningún caso ostentó el título, ya que Edelmira Sampedro estaba autorizada a retener el título que por matrimonio con Alfonso había obtenido, y que éste había obtenido por concesión de su padre y jefe de la Casa Real el rey Alfonso XIII, una vez que aquel renunció a sus derechos sucesorios como príncipe de Asturias con objeto de celebrar su primer Matrimonio morganático. Y habida cuenta de que tampoco Edelmira había vuelto a casarse.
Marta Rocafort-Altuzarra, una vez divorciada, se casó con un millonario de Miami llamado Thomas E. H. "Tommy" Atkins, Jr. en la Iglesia Central Baptista de Miami el 19 de marzo de 1938 y se convirtió en la señora Atkins. Alfonso falleció seis meses más tarde en Miami, el 6 de septiembre de 1938.
Se casó una tercera vez con Rodolfo "Fofo" Caballero.